# Terapia rațional-emotivă și comportamentală (REBT)
Terapia rațional-emotivă și comportamentală (en: Rational Emotive Behavior Therapy; REBT) este o formă de psihoterapie comprehensivă, activă-directivă, filozofică și empirică, care se concentrează pe rezolvarea problemelor emoționale și comportamentale și tulburările oamenilor, permițăndu-le oamenilor să trăiască vieți fericite și mai implinite. 
REBT a fost creată și dezvoltată de psihoterapeutul și psihologul american Albert Ellis care a fost inspirat de învățăturile unor filosofi asiatici, greci, romani și moderni. REBT este una dintre primele forme de Terapie Cognitiv Comportamentală (CBT) și a fost pentru prima dată expusă de Ellis la mijlocul anilor '50. 
Terapia Rațional Emotivă și Comportamentală (REBT) reprezintă atât o tehnică psihoterapeutică cât și o școală de gândire stabilită de Albert Ellis. Inițial denumită Terapia Rațională, denumirea acesteia a fost revizuită și schimbată în Terapia Rațional-Emotivă în anii '70, apoi s-a ajuns la denumirea curentă la începutul anilor '90. REBT a fost prima dintre terapiile cognitive sau cognitiv-comportamentale așa cum apare și în articolele publicate de Ellis pentru prima dată în anii '50 , aproape cu un deceniu înainte ca Aaron Beck să pună bazele Terapiei Cognitive.
În România ea este reprezentată de Centrul Român de Psihoterapie Rațional-Emotivă și Cognitiv-Comportamentală, condus de profesorul Daniel David, din cadrul Universității Babeș-Bolyai, centrul afiliat Institutului Albert Ellis din New-York, SUA.